# Čovjek koji je volio sprovode (1989.)
Čovjek koji je volio sprovode, hrvatski dugometražni film iz 1989. godine.